# Gare de Font-Romeu-Odeillo-Via
Gare de Font-Romeu-Odeillo-Via vasútállomás Franciaországban, Font-Romeu-Odeillo-Via településen.

## Vasútvonalak
Az állomást az alábbi vasútvonalak érintik:
- Ligne de Cerdagne

## Kapcsolódó állomások
A vasútállomáshoz az alábbi állomások vannak a legközelebb:
- Gare de Bolquère - Eyne (Gare de Villefranche - Vernet-les-Bains)
- Gare d’Estavar (Gare de Latour-de-Carol - Enveitg)